# Flächenschaden
Der Flächenschaden bezeichnet bei der Kolbendampfmaschine eine Energieabgabe, die hervorgerufen wird durch den Kontakt des heißen Dampfes mit kühlen und damit wärme(energie)abführenden Flächen. Die Abkühlung dieser Flächen entsteht beispielsweise durch schlechte Isolierung und die dadurch bedingte Wärmeabgabe an die Außenluft.
Ein weiterer und nicht durch Isoliermaßnahmen behebbarer Flächenschaden entsteht aber auch in den Arbeitszylindern der Dampfmaschine, weil durch die Entspannung des Dampfes während des Arbeitshubes auch die Temperatur des Dampfes stark abnimmt. Diese abgekühlten Flächen nehmen bei der nächsten Befüllung des Arbeitsraumes aus dem frisch eingeleiteten Dampf wieder Wärme auf, die dann wiederum nicht mehr zur Arbeit zur Verfügung steht.
Besonders kritisch ist die Wirkung des Flächenschadens bei der Verwendung von Nassdampf oder Sattdampf, der durch seinen hohen Wassertröpfchengehalt besonders leicht abkühlbar ist. Ein weiterer damit verbundener Nachteil ist, dass bei der Sattdampfverwendung viel Niederschlagswasser in den Zylindern zurückbleibt und den Schmierfilm schädigt.
Abhilfe: Konstruktiv lassen sich die Berührungsflächen zur Außenluft klein halten und gut isolieren. Außerdem kann die Entspannung des Arbeitsdampfes auf zwei oder drei nacheinander geschaltete Zylinder verteilt werden (Verbundwirkung) und/oder der Arbeitsdampf kann in einem Dampftrockner oder Überhitzer so weit erwärmt werden, dass die Kondensation des Dampfes nicht mehr beim Arbeitshub beginnt.